# Station Lichtervelde
Station Lichtervelde is een spoorwegstation in de gemeente Lichtervelde. De eerste trein rolde op 28 februari 1847 het station binnen, op initiatief van burgemeester Michiel Surmont. Het station is het knooppunt in het midden van West-Vlaanderen van spoorlijn 66 (Brugge - Kortrijk) en spoorlijn 73 (Deinze - De Panne). Het station was de eerste uitbreiding van spoorlijn 66, die voorheen tot station Torhout liep. Spoorlijn 73 werd pas later aangelegd: de aftakking naar Veurne in 1858 en naar Tielt-Deinze in 1880. Het stationsgebouw is een zogenaamd type 1895, waarbij het getal naar het bouwjaar van het station verwijst. Het gebouw werd in 2015 beschermd.
Door dit knooppunt en het feit dat het station sinds 11 september 1910 als goederenstation fungeert, heeft het station vijf sporen en drie perrons. Hiermee is het station groter dan dat van de grotere buurgemeenten Torhout en Tielt. Volgens de tellingen van 2014 zijn er op een weekdag zo'n 3000 reizigers. In 2019 waren er 3.300 reizigers op een weekdag en bekleedde Lichtervelde de 48ste plaats in de rangorde van stations in België. De functie van goederenstation werd in 1992 stilgelegd. De loskaden zijn nog aanwezig. Sinds 1 september 2021 zijn er geen onderstationschefs meer aanwezig in het station, de stationshal kreeg wel een kleine opfrissing.
Sinds 1 maart 2024 zijn de loketten van dit station enkel in de week geopend tussen 7 en 10.15 uur.

## Treindienst
| Serie       | Treinsoort            | Route | Bijzonderheden                                                              |
| ----------- | --------------------- | --- | --------------------------------------------------------------------------- |
| IC 12       | Intercity (NMBS)      | [ Oostende – Brugge – Lichtervelde – ] Kortrijk – Gent-Sint-Pieters – Brussel-Zuid – Luik-Guillemins – Welkenraedt                         | Rijdt alleen op werkdagen. Eerste en laatste ritten van/naar Oostende.      |
| IC 23       | Intercity (NMBS)      | Brussels Airport-Zaventem – Brussel-Zuid – Kortrijk – Lichtervelde – Brugge – Oostende                                                     | Stopt in het weekend bijkomend in Munkzwalm.                                |
| IC 28       | Intercity (NMBS)      | Antwerpen-Centraal – Gent-Sint-Pieters – Lichtervelde – De Panne                                                                           | Rijdt alleen op werkdagen.                                                  |
| IC 29       | Intercity (NMBS)      | [ De Panne – Lichtervelde – ] Gent-Sint-Pieters – Aalst – Brussel-Zuid – Brussels Airport-Zaventem – Leuven – Landen                       | Rijdt in het weekend De Panne - Brussel-Noord.                              |
| IC 32       | Intercity (NMBS)      | [ Oostende – ] Brugge – Lichtervelde – Kortrijk                                                                                            | Tijdens de spits van/naar Oostende.                                         |
| P 7000/8000 | Piekuurtrein (NMBS)   | [ Oostende – Brugge – ] / [ De Panne – Lichtervelde – ] / [ Poperinge – Ieper – Kortrijk – ] Gent-Sint-Pieters – Brussel-Zuid – Schaarbeek | Twee treinen per dag per richting. Een trein op zondagavond vanaf De Panne. |
| P 7995/8995 | Piekuurtrein (NMBS)   | [ De Panne – Lichtervelde – ] / [ Kortrijk – ] Gent-Sint-Pieters                                                                           | Rijdt alleen op werkdagen.                                                  |
| ICT 6700    | Toeristentrein (NMBS) | Charleroi-Centraal – Bergen – Doornik – Moeskroen – Lichtervelde – Brugge – Blankenberge                                                   | Rijdt in juli en augustus.                                                  |
| ICT 6900    | Toeristentrein (NMBS) | Brussel-Noord – Brussel-Zuid – Gent-Sint-Pieters – Lichtervelde – De Panne                                                                 | Rijdt in juli en augustus.                                                  |

## Reizigerstellingen
De grafiek en tabel geven het gemiddeld aantal instappende reizigers weer op een week-, zater- en zondag.
| Tabel: aantal instappende reizigers station Lichtervelde | Tabel: aantal instappende reizigers station Lichtervelde | Tabel: aantal instappende reizigers station Lichtervelde | Tabel: aantal instappende reizigers station Lichtervelde |
|                                                          | Weekdag                                                  | Zaterdag                                                 | Zondag                                                   |
| -------------------------------------------------------- | -------------------------------------------------------- | -------------------------------------------------------- | -------------------------------------------------------- |
| 1977                                                     | 2 411                                                    | 544                                                      | 647                                                      |
| 1978                                                     | 2 687                                                    | 584                                                      | 551                                                      |
| 1979                                                     | 2 573                                                    | 479                                                      | 579                                                      |
| 1980                                                     | 2 533                                                    | 531                                                      | 648                                                      |
| 1981                                                     | 2 597                                                    | 601                                                      | 595                                                      |
| 1982                                                     | 2 067                                                    | 594                                                      | 682                                                      |
| 1983                                                     | 2 283                                                    | 597                                                      | 827                                                      |
| 1984                                                     | 2 161                                                    | 388                                                      | 605                                                      |
| 1985                                                     | 2 526                                                    | 542                                                      | 816                                                      |
| 1986                                                     | 2 713                                                    | 463                                                      | 622                                                      |
| 1987                                                     | 2 353                                                    | 466                                                      | 639                                                      |
| 1988                                                     | 2 269                                                    | 472                                                      | 675                                                      |
| 1989                                                     | 2 184                                                    | 578                                                      | 730                                                      |
| 1990                                                     | 2 050                                                    | 653                                                      | 934                                                      |
| 1991                                                     | 1 874                                                    | 660                                                      | 1 024                                                    |
| 1992                                                     | 2 092                                                    | 710                                                      | 1 046                                                    |
| 1993                                                     | 1 932                                                    | 539                                                      | 581                                                      |
| 1994                                                     | 2 432                                                    | 496                                                      | 722                                                      |
| 1995                                                     | 2 434                                                    | 465                                                      | 633                                                      |
| 1996                                                     | 2 109                                                    | 458                                                      | 639                                                      |
| 1997                                                     | 2 395                                                    | 617                                                      | 694                                                      |
| 1998                                                     | 3 009                                                    | 625                                                      | 1 078                                                    |
| 1999                                                     | 2 644                                                    | 684                                                      | 784                                                      |
| 2000                                                     | 2 852                                                    | 830                                                      | 1 101                                                    |
| 2001                                                     | 2 876                                                    | 648                                                      | 936                                                      |
| 2002                                                     | 3 374                                                    | 690                                                      | 918                                                      |
| 2003                                                     | 3 024                                                    | 1 218                                                    | 1 278                                                    |
| 2004                                                     | 3 552                                                    | 1 026                                                    | 1 426                                                    |
| 2005                                                     | 3 016                                                    | 1 060                                                    | 1 596                                                    |
| 2006                                                     | 3 140                                                    | 1 112                                                    | 1 576                                                    |
| 2007                                                     | 3 485                                                    | 1 298                                                    | 2 360                                                    |
| 2008                                                     | -                                                        | -                                                        | -                                                        |
| 2009                                                     | 3 104                                                    | 1 133                                                    | 1 270                                                    |
| 2010                                                     | -                                                        | -                                                        | -                                                        |
| 2011                                                     | -                                                        | -                                                        | -                                                        |
| 2012                                                     | 2 812                                                    | 937                                                      | 1 512                                                    |
| 2013                                                     | 2 617                                                    | 887                                                      | 1 060                                                    |
| 2014                                                     | 3 009                                                    | 1 038                                                    | 1 578                                                    |
| 2015                                                     | 3 428                                                    | 1 510                                                    | 1 939                                                    |
| 2016                                                     | 3 227                                                    | 1 636                                                    | 1 990                                                    |
| 2017                                                     | 3 140                                                    | 1 190                                                    | 1 580                                                    |
| 2018                                                     | 3 046                                                    | 1 811                                                    | 2 267                                                    |
| 2019                                                     | 3 300                                                    | 2 096                                                    | 2 322                                                    |
| 2020                                                     | 2 656                                                    | 1 432                                                    | 2 116                                                    |
| 2021                                                     | -                                                        | -                                                        | -                                                        |
| 2022                                                     | 3 184                                                    | 1 822                                                    | 2 214                                                    |
| 2023                                                     | 3 127                                                    | 1 773                                                    | 2 047                                                    |
| 2024                                                     | 3 134                                                    | 1 451                                                    | 1 623                                                    |

## Galerij

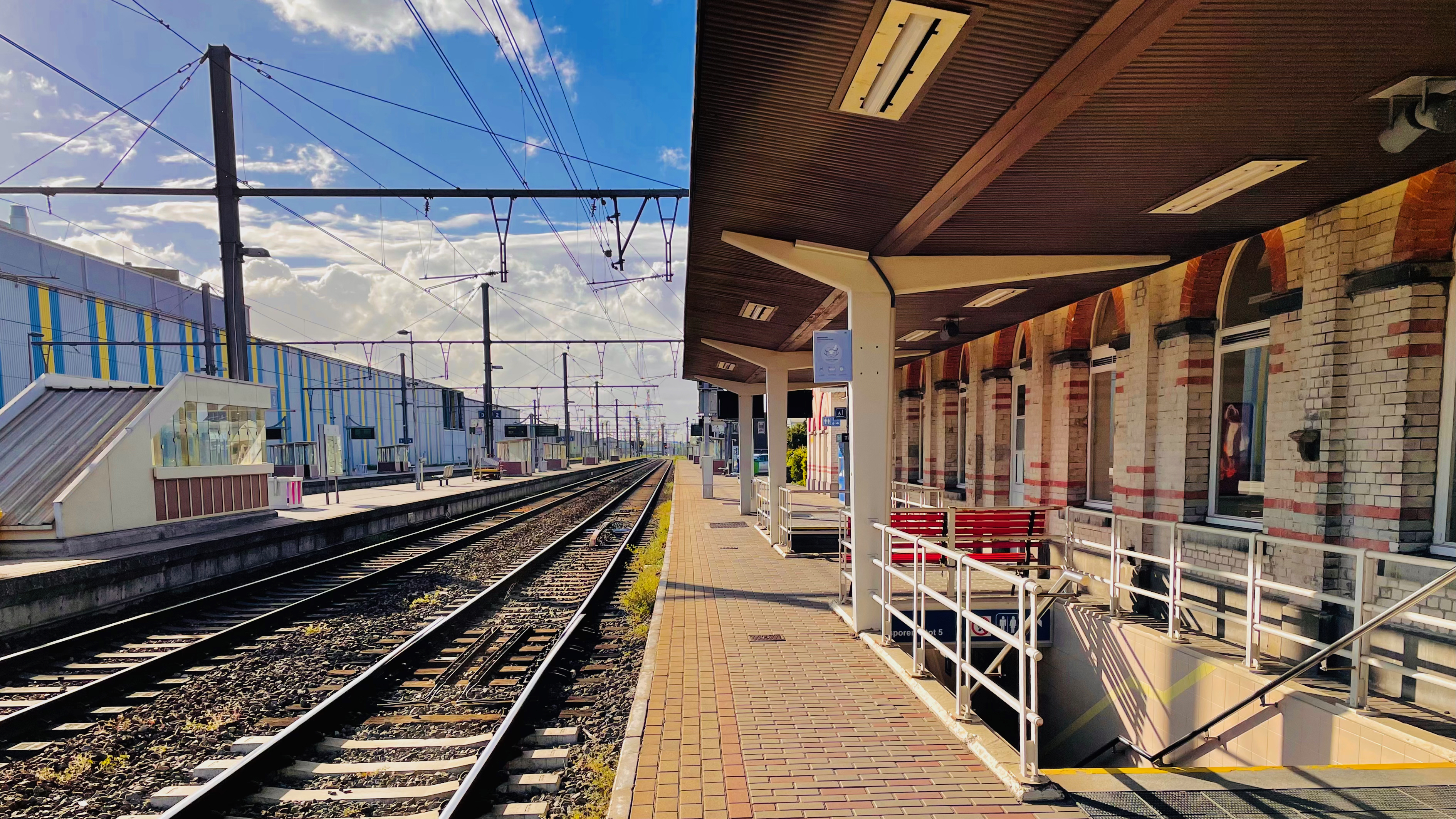
Zicht op het perron
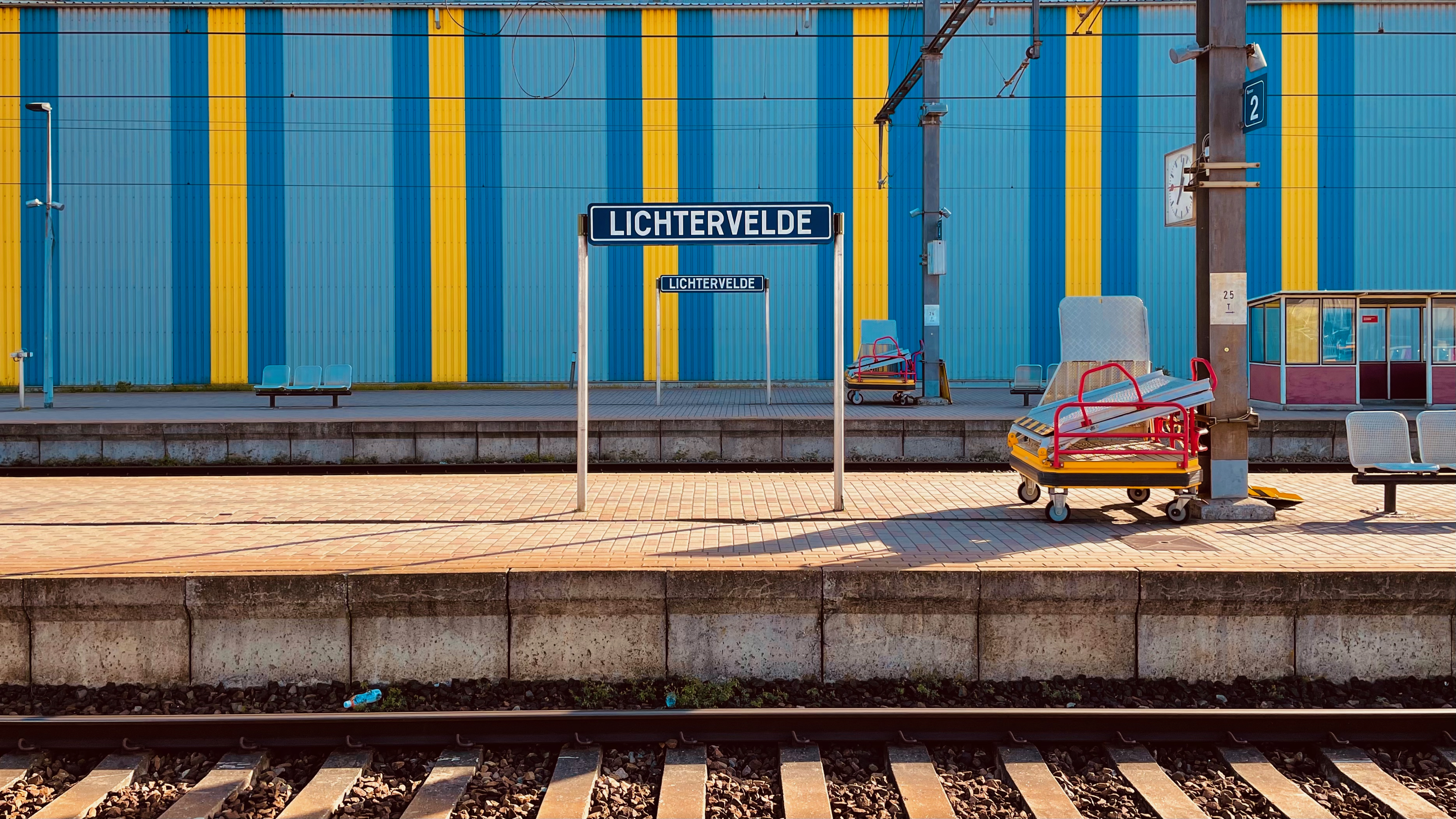
Plaatsnaambord
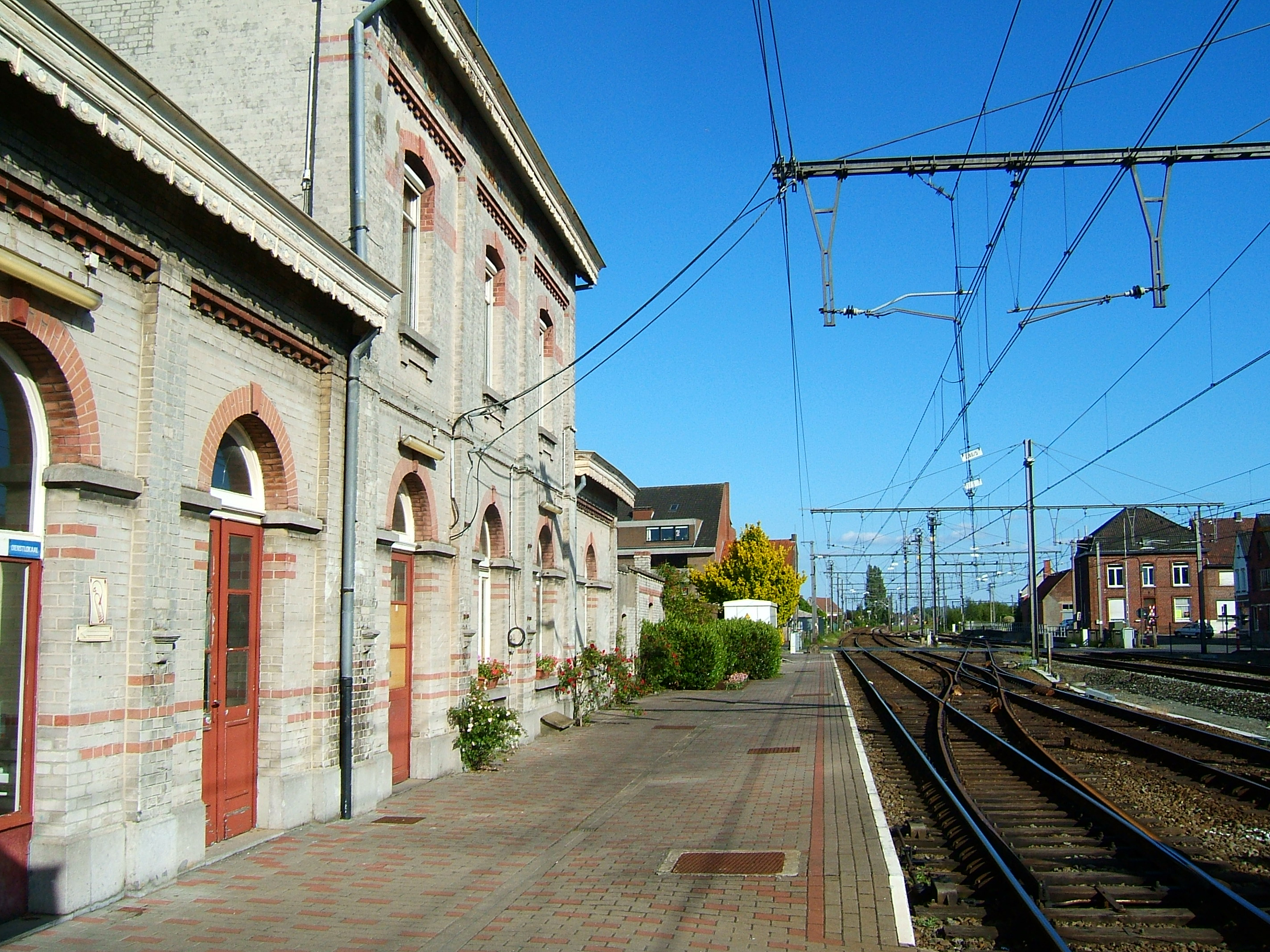
Stationsgebouw
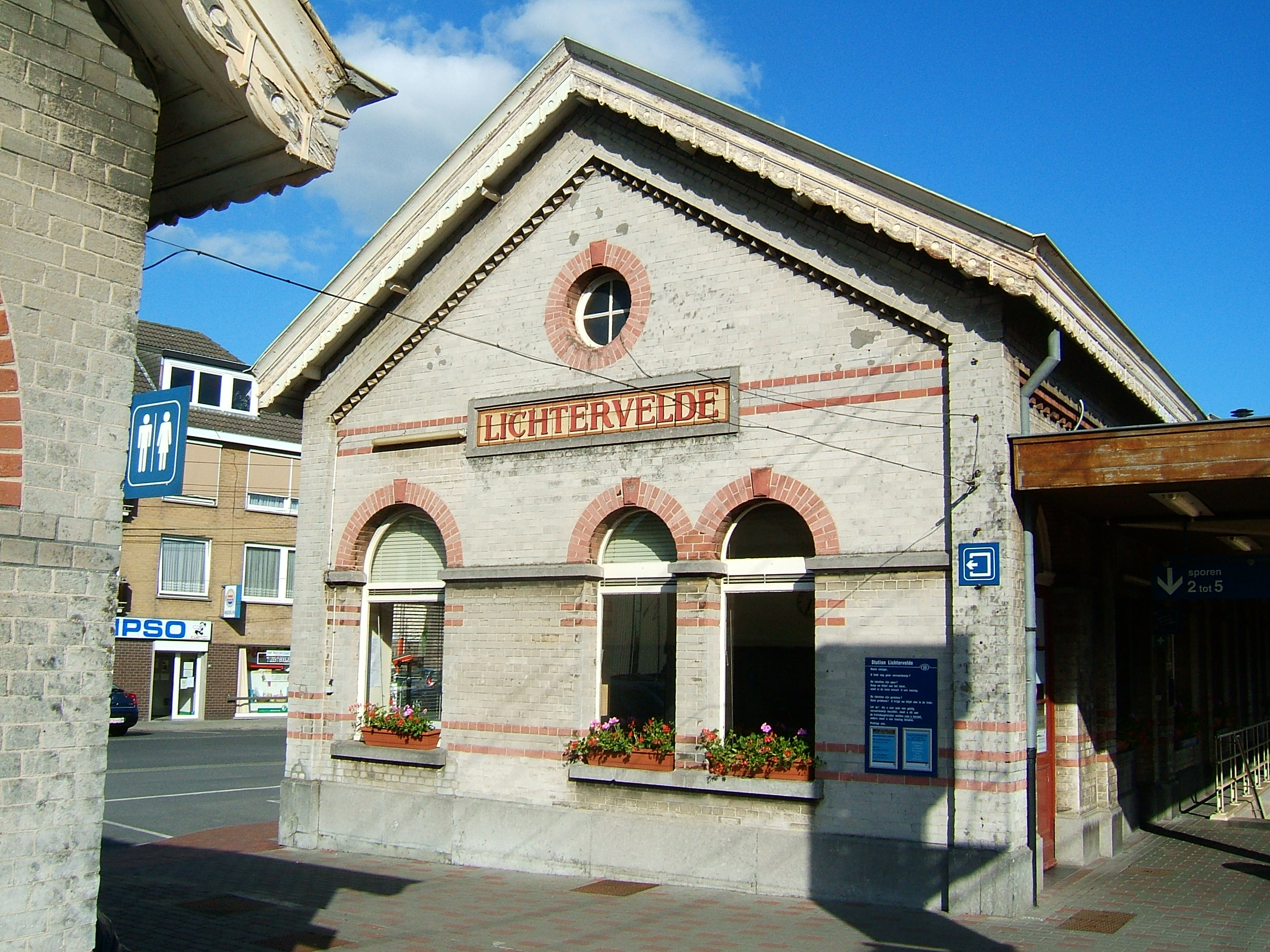
Zijkant stationsgebouw
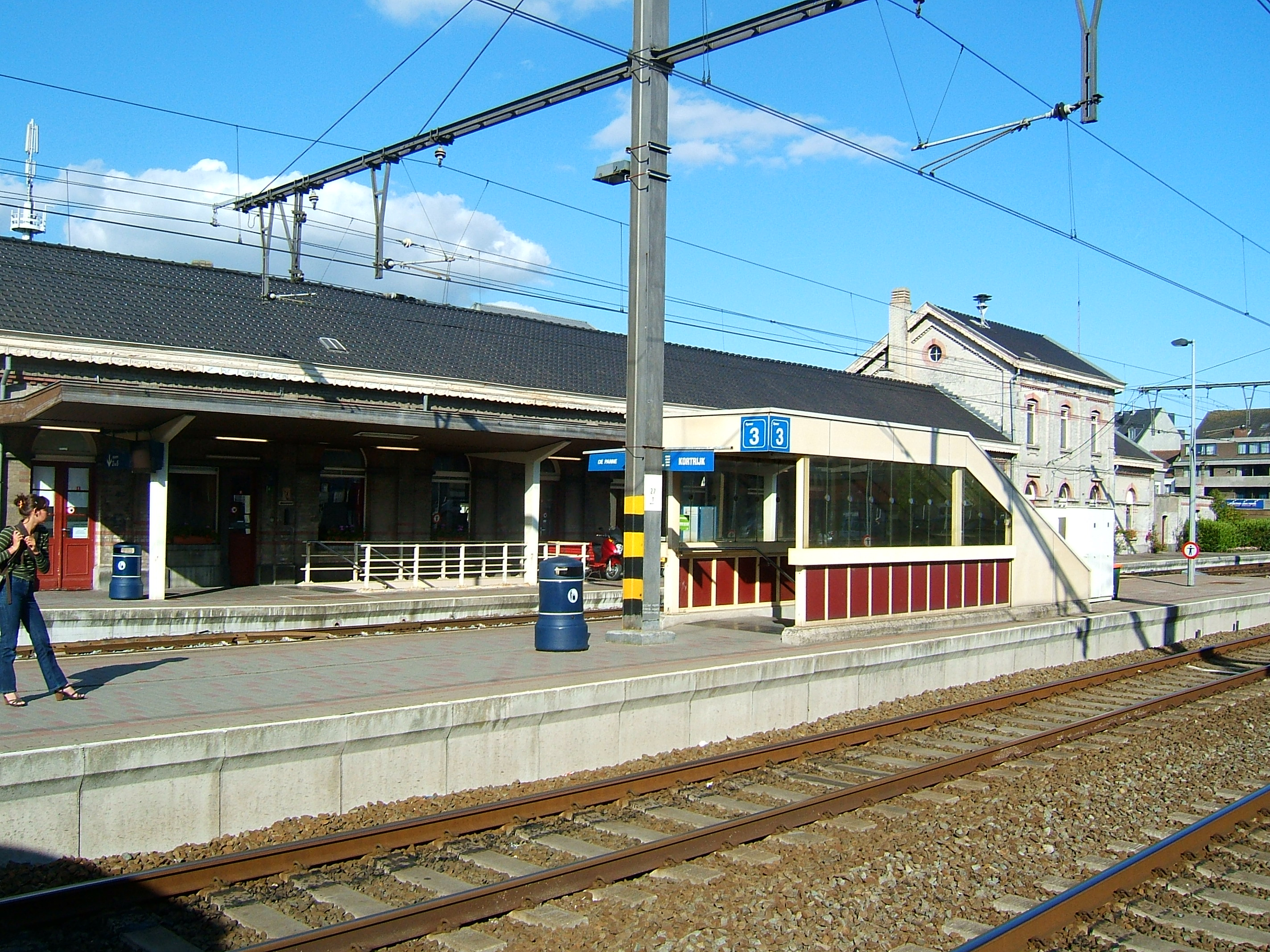
Vanop de perrons
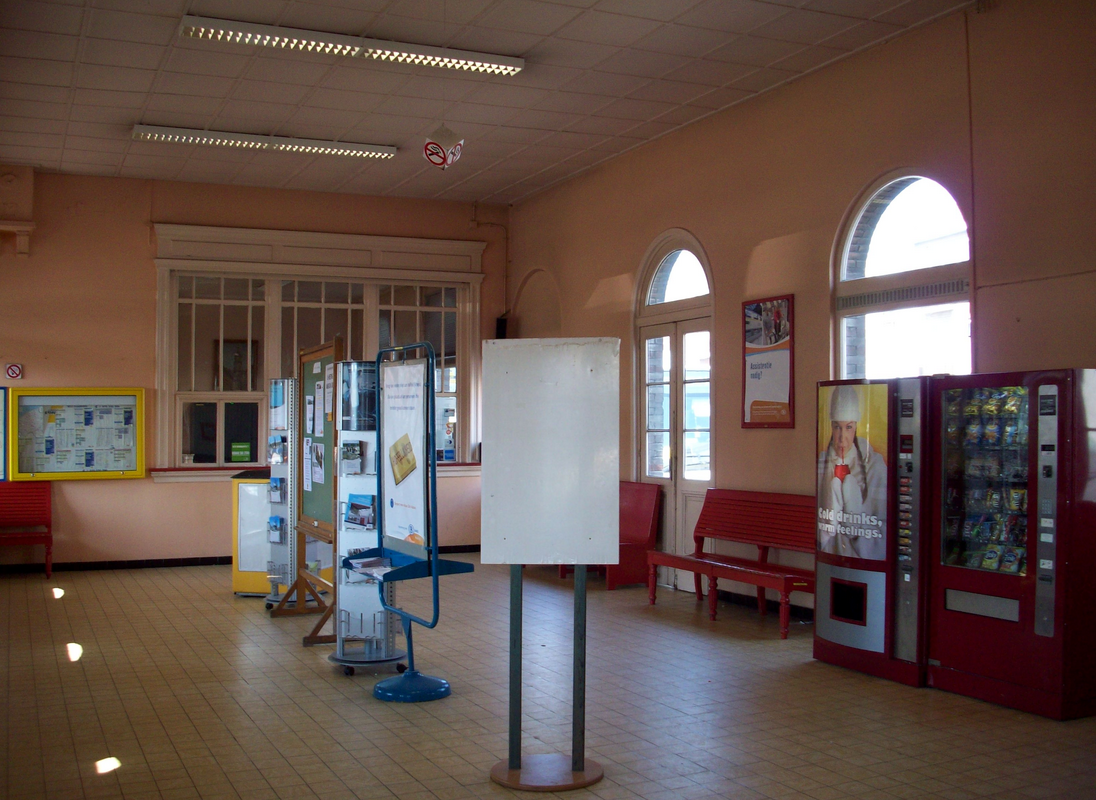
Lokethal
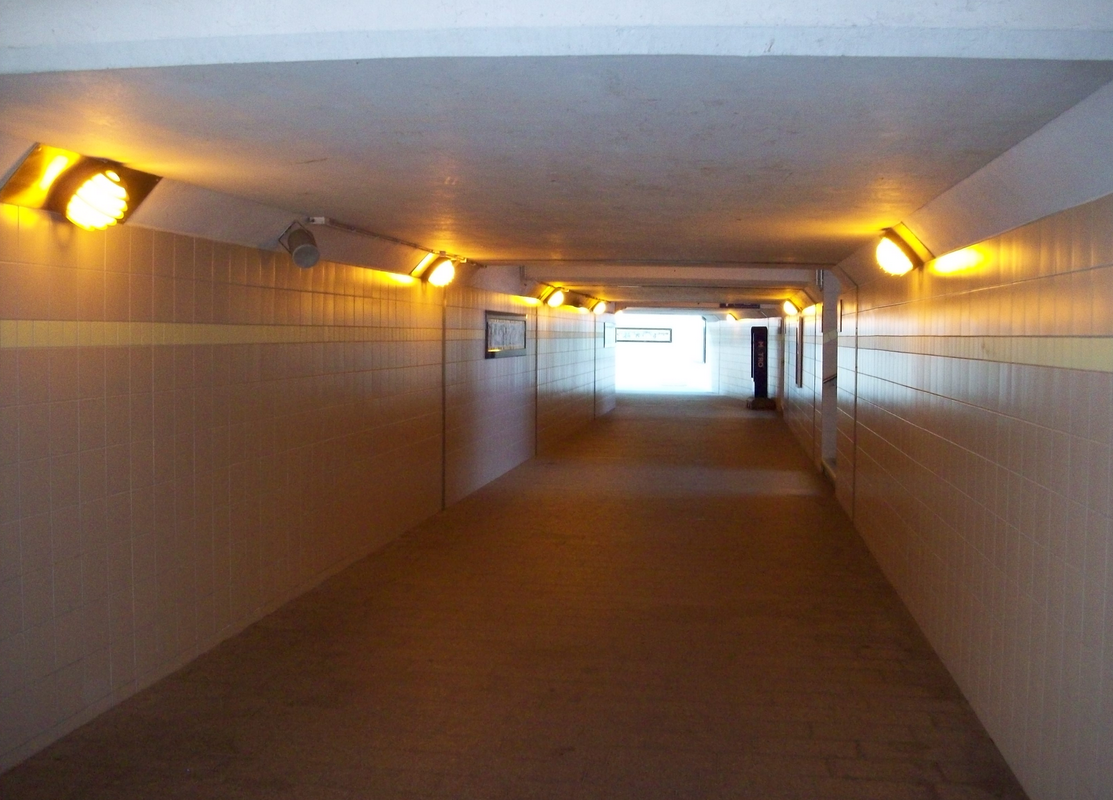
Verbindingstunnel
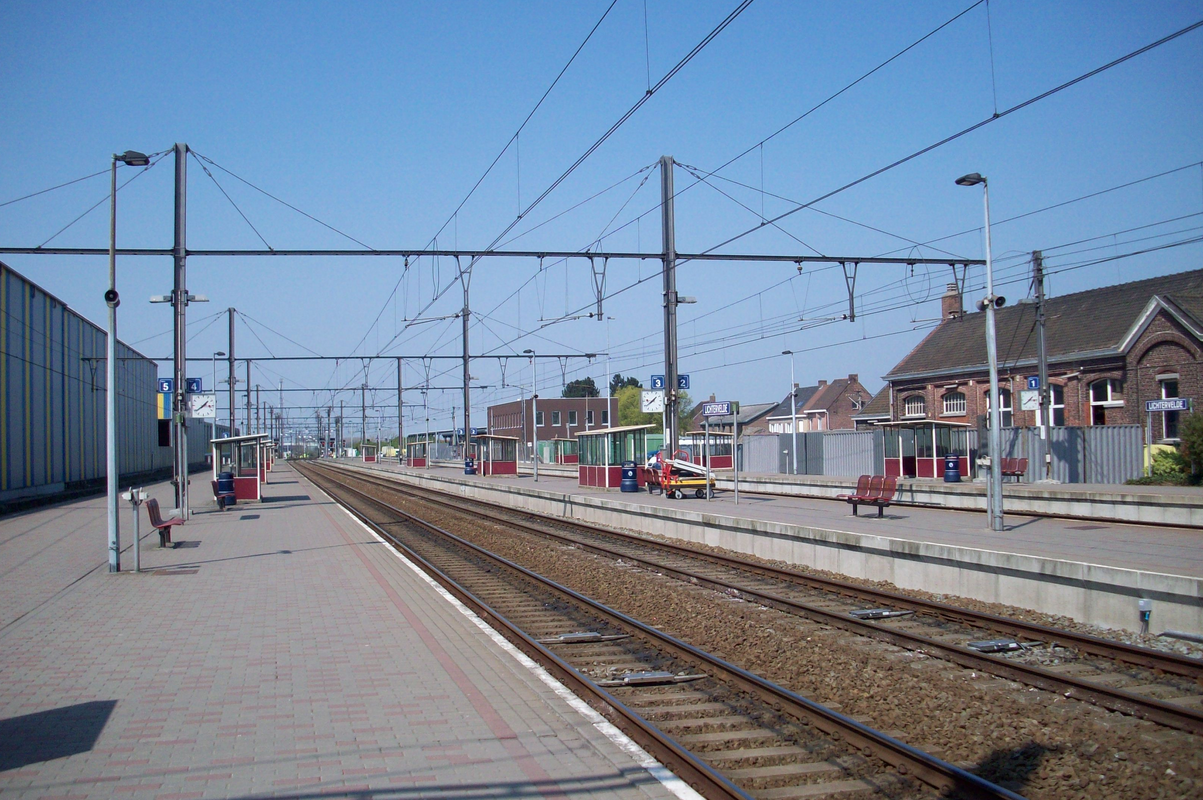
Zicht op het perron
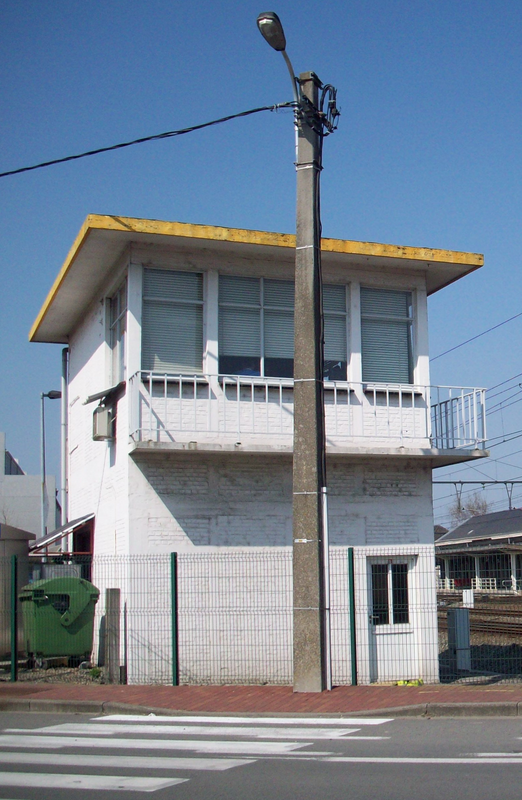
Oud seinhuis
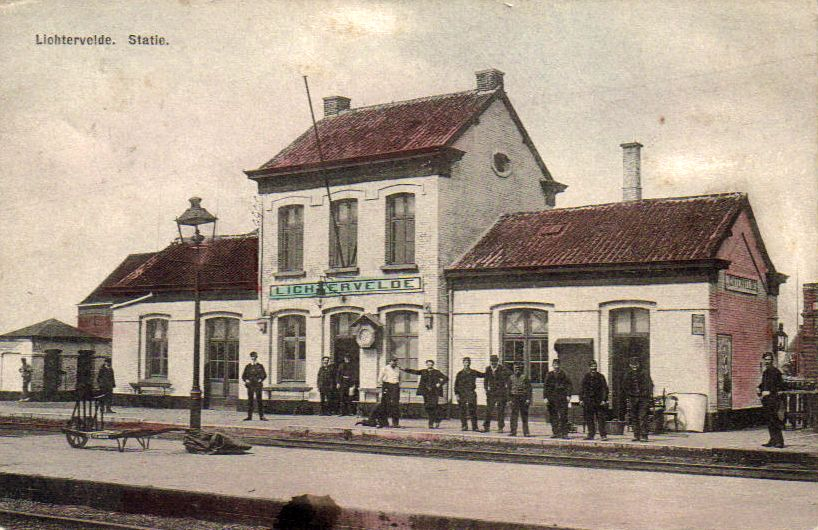
Oude postkaart station Lichtervelde (begin 20e eeuw)

0: Brugge ·
3,2: Sint-Michiels ·
7,2: Loppem ·
10,8: Zedelgem ·
12,9: Veldegem ·
18,9: Torhout ·
23,7: Lichtervelde ·
27,1: Gits ·
29,7: Beveren (Roeselare) ·
32,4: Roeselare ·
34,8: Rumbeke ·
36,7: Kachtem ·
39,3: Izegem ·
42,4: Ingelmunster ·
45,6: Lendelede ·
47,2: Sint-Katerine ·
50,2: Heule ·
51,0: Heule-Leiaarde ·
54,5: Kortrijk
0: Deinze ·
4,5: Grammene ·
6,2: Wontergem ·
8,3: Aarsele ·
15,6: Tielt ·
20,1: Pittem ·
24,0: Ardooie-Koolskamp ·
26,5: Kortekeer ·
31,7: Lichtervelde ·
37,7: Kortemark ·
40,5: Handzame ·
43,7: Zarren ·
47,9: Esen ·
50,4: Diksmuide ·
52,0: Kaaskerke ·
54,8: Oostkerke ·
62,4: Avekapelle ·
65,5: Veurne ·
66,9: Koksijde ·
70,5: De Panne